# T.E. Dönges

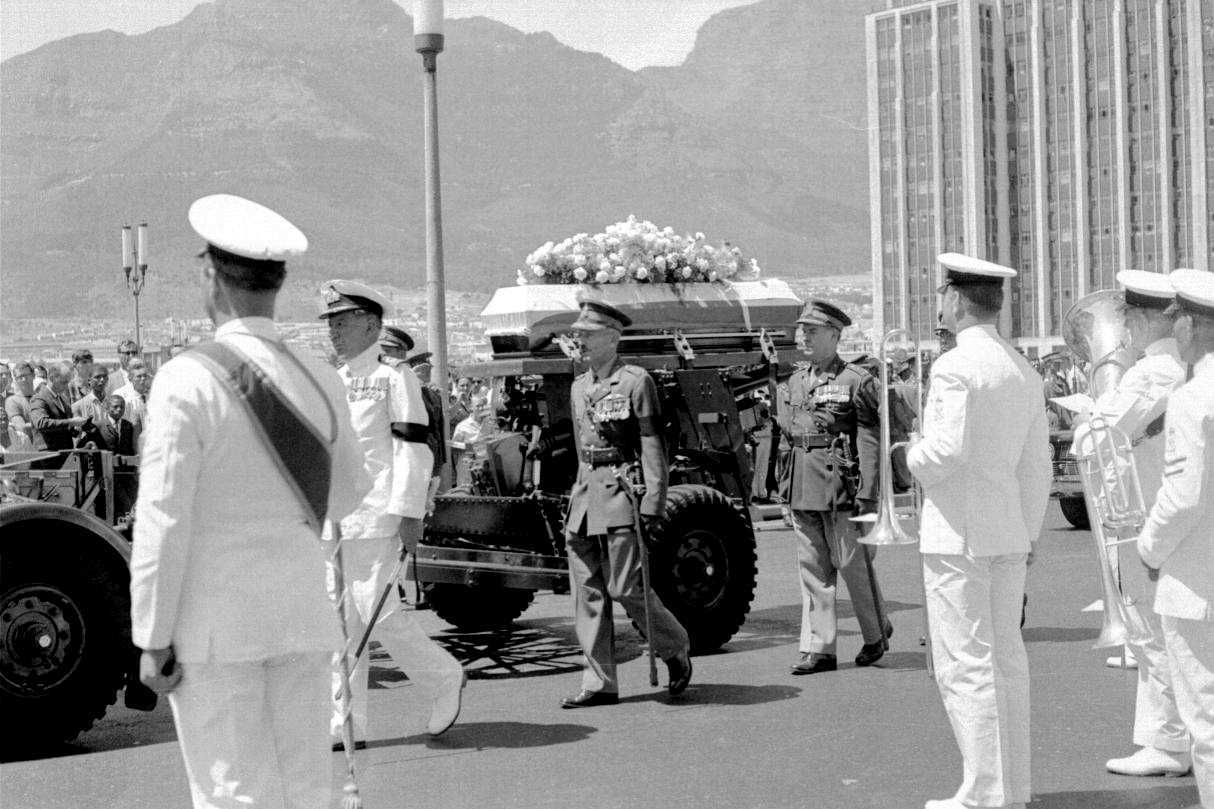
Dönges begravning i januari 1968.

T. E. Dönges, egentligen Theophilus Ebenhaezer Dönges, född 8 mars 1898 i Klerksdorp, Transvaal, död 10 januari 1968 i Kapstaden, var en sydafrikansk politiker (nationalistpartiet). Han invaldes i underhuset 1941 för västra Worcester och utsågs till inrikesminister i Daniel Malans apartheidregering 1948. Sedan Hendrik Verwoerd tillträtt 1958 upphöjdes han till finansminister. Som andreman i regeringen tjänade han under fyra dagar som tillförordnad premiärminister 6 september-13 september 1966, sedan Verwoerd mördats i underhuset. Han utsågs att efterträda Charles Robberts Swart som president efter dennes avgång 1 juni 1967 men drabbades före ceremonin av en stroke och ersattes den 6 december av Jozua François Naudé.